# 根室拓殖鉄道
根室拓殖鉄道（ねむろたくしょくてつどう）は、北海道東部の根室市の根室駅（国鉄/JRの根室駅とは別地点）から根室半島南岸に沿って歯舞駅までを結んでいた軌道路線（後に鉄道）、およびそれを経営していた鉄道会社。日本国内において史上最東端を走った鉄道である。
道路事情の劣悪な歯舞・根室間を連絡し、歯舞で収穫された昆布等の海産物を輸送する目的で建設されたが、北海道東端の根室半島に敷設された路線環境は酷寒・積雪のみならず、海からの塩害・軟弱土壌による脆弱な路盤などきわめて過酷で、終始経営は難航した。1948年（昭和23年）以降は実質歯舞村有志により経営された。
1959年（昭和34年）、歯舞村が根室市に合併することを受けて鉄道を廃止し、バス会社に転換したが、ほどなく根室交通に合併された。

## 会社概要
『交通年鑑』昭和32年度版による会社概要は以下の通り。
- 資本金：250万円
- 客車（気動車）：3両
- 貨車：7両
- 従業員：14名
- 営業収入：869万6千円（うち運賃収入 696万9千円）
- 営業費：981万4千円
- 営業係数：112
- 本社所在地：根室市有磯町2-8
- 代表者：佐野 信

## 歴史
- 1927年（昭和2年）4月23日 - 特許状下付（根室郡根室町-花咲郡歯舞村間）[3]
- 1928年（昭和3年）5月25日 - 根室拓殖軌道株式会社設立[4][5][6]。
- 1929年（昭和4年）
  - 10月16日[7][8] - 根室 - 婦羅理間開業。
  - 12月27日 - 婦羅理 - 歯舞間延長[9]。
- 1932年（昭和7年）
  - 6月20日 - 特許状下付（花咲郡歯舞村大字歯舞村字歯舞-同村大字珸瑤瑁村字鳥戸石）[10]
  - 8月25日 - ガソリン動力併用認可[11]。実際には前年から無許可で気動車を運行。
- 1945年（昭和20年）4月1日 - 準拠法を軌道法から地方鉄道法に変更し、根室拓殖鉄道に社名変更[12][13]。
- 1949年（昭和24年） - 2輛の単端式ガソリンカーを増備[12]。
- 1953年（昭和28年） - 車両の改番があった模様[12]。
- 1959年（昭和34年）
  - 6月20日 - 鉄道路線休止[14]。
  - 8月3日 - 運輸審議会に鉄監第734号「根室拓殖鉄道株式会社地方鉄道運輸営業廃止許可申請について」が諮問される[15]。
  - 8月28日 - 運輸審議会が「廃止は、許可することが適当」と答申する[15]。
  - 9月8日 - 軌道車の運行を廃止し、拓鉄バスが納沙布までの運行を開始[16]。
  - 9月21日 - 鉄道路線廃止。
- 1961年（昭和36年）7月1日 - 根室交通に合併。

## 路線

### 路線データ
- 営業区間：根室 - 歯舞
- 路線距離（営業キロ）：15.5 km
- 駅数：5（他に仮乗降場3）
- 軌間：762 mm
- 複線区間：なし（全線単線。交換可能駅3）
- 電化区間：なし（全線非電化）
- 動力：蒸気・内燃
- 閉塞方式：票券閉塞式（実際の運行は各駅間の電話連絡のみで行っていた）
- 最大勾配：40‰[2]
- 最小カーブ半径：一部にかなりの急カーブあり[2]

### 運行概要
- 運行本数：1日あたり旅客3往復（1934年11月改正時）・1日4往復（1956年9月）
- 所要時間：全線60分
- 列車の運行速度は10 km/hぐらいであったらしい[17]。
- 朝夕のラッシュ時には続行運転が行われていた[17]。

軌道整備の悪さや地盤の悪さ、そして積雪等により、列車の脱線が頻発していた。列車が途中で脱線すると、運転士は数時間がかりで駅まで徒歩連絡し、復旧作業を行ったという。ダイヤ通りに走らない遅延運転は日常茶飯事であった。
根室市（当時）の高校に通学する学生の下校時刻の下り列車は定員をかなりオーバーするほどで、単端式ガソリンカーとそれが牽引する無蓋車は乗客でいっぱいであった。

### 駅一覧
根室駅 (0.0 km) - 友知駅 (5.8 km) - 共和学校仮乗降場 - 沖根婦駅 (9.5  km) - 沖根部仮乗降場 - 引臼仮乗降場 - 婦羅理駅 (13.5 km) - 歯舞駅 (15.1 km)
- 廃止時点で全駅が根室市に所在していたが、廃止直前の1959年3月31日までは根室駅を除き根室郡歯舞村に所在していた。
- 根室駅は、国鉄/JRの根室駅とは別地点にあった。現在は根室交通有磯営業所となっている。
- 歯舞駅は、千島列島および南鳥島に鉄道が存在しなかったため、戦前戦後を通じて日本の鉄道史上で最東端の駅であった。なお、根室拓殖鉄道にはさらに東7.2 km先の鳥戸石（とりといし、トリトエス）までの延伸計画が存在した[10]。

### 沿線
（本節は『鉄道ファン』1975年5月号（p.65-67）を参考文献とする）
- 人家が少ない原野や丘、湿地帯を走っていた。
- 根室駅を出ると国鉄臨港線を線路橋で乗り越えていた。

## 車両
開業時は蒸気機関車2両、客車2両、貨車7両（有蓋車2、無蓋車5）を東京の小島栄次郎工業所から購入。すべて中古車だった。

### 気動車
根室拓殖鉄道に導入された気動車は、開業時から廃線までの間にわずか3両に過ぎない。戦前に日本車輌製造東京支店製の旅客車1両が導入され、戦後、札幌市の田井自動車工業により、旅客車と貨物車各1両が製造された。戦後製の2両は、第二次世界大戦後の日本では最初の新製気動車となった。
いずれもガソリンエンジン動力の「ガソリンカー」、かつ片側運転台で一方向のみ走行を基本とする「単端式気動車」であり、ターンテーブル等での転向を必要とした。その各車とも、新製の経緯、導入後の改造などに幾多の紆余曲折を重ねた、きわめつきの珍車揃いであった。

#### 「ちどり号」
1931年（昭和6年）に日本車輌製造（通称：日車）東京支店製の半鋼製単端式の気動車である。ちどり号の竣工時の車輛番号は史料によりジ6とするものとジ3とするものがある。戦後の気動車増備時に改番されジ1（あるいはキハ1）となったようであるが文献により記述が異なり正確なところは不明である。「ちどり号」の愛称もこのとき付けられた。
1927年の井笠鉄道ジ1形以降、日車本店が1929年頃まで各地の私鉄向けに製造した小型の規格形単端式気動車（レールバス）の一つである。リベット留めの超軽量車体を持つ4輪車で、前方に突き出したボンネットを入れても全長僅かに6m、幅1.8m強という、現代の大型ワゴン車よりやや長いサイズしかない小型車だった。扉は運転台直後に折り戸1か所、定員は21人に過ぎない。塗色は、初期はアイボリーとダークグリーンのツートンで、後期が淡青色に白い細帯に挟まれた赤帯を巻くものだった。
ほとんどの日車単端式気動車が名古屋市熱田の日車本店工場で設計・製造されたのに対し、このジ6は東京支店工場で作られた。名古屋本店で作っていた単端式気動車を東京支店でも試作してみることになり、設計図を利用して製作した見込み生産品であったようである。しかしこの初期単端車は、本店ではとうに製造中止した旧式モデルであった。東京支店でも1929年以降、既にもっと進歩した両運転台の独自設計気動車を作っていただけに、1931年になってからわざわざこれを取り上げた意図は不明である。
根室拓殖軌道は、この試作車を日車から格安価格で入手したが、試作車だけあって色々な曰くが付いていた。例えば原設計図では、路面走行のある鉄道に販売することも想定して、併用軌道に必要な救助網が装備されていたが、根室向けの実車には付いていない。また本店製単端車はフォード・モデルTの20HPパワートレインを用いていて左側運転台なのに対し、支店製の根室単端車はより年式の新しく強力なフォード・モデルAの40HPドライブトレーンを用いており右側運転台だった。
ガソリン動力併用の申請と車両導入の申請は行っていたものの、その許可が下りていない1931年中から監督官庁には無許可で運行を始めていたようである。通常は車両メーカーに委託する新車の設計認可手続きは費用節約目的で自社の手で行ったが、車幅が従来の自社規格をオーバーしていたため、怪しんだ監督官庁から照会を受ける羽目になり、これに対する回答・調整が遅れるなど手続きが錯綜。ガソリン動力併用認可が下りたのは大きく遅れ1932年8月25日となり、名目上の車両竣工届は同年12月1日となっている。ただし、申請期間中も公然と営業運転に使用されていた。当時の地方私鉄ではこの程度の脱法行為や混乱は珍しくなかった。
導入に当たっては、方向転換のために始終着駅にループ線を設置した（のちに廃止して転車台を設置）。根室拓殖唯一のガソリンカーとして、旅客輸送のみならず貨車牽引にも用いられ、戦時中まで主力車として運行された。太平洋戦争末期には木炭ガス発生炉付の小型貨車を連結、ここからガス管でガス供給を受けて運転されたこともあったという。
戦後、エンジンの傷みが酷くなったため、新たに新車同様の日産A型直列6気筒85PSエンジンに乗せ替え、ボンネットもフラットなラジエーターを備えた細身のフォード直列4気筒用から、幅広で前面グリルが剣道の面風な日産用に変更した。また車体や窓にも保全のための改造が施され、全体に戦前の華奢で軽快な外観が薄れて、武骨な印象を強めている。のち、逆転機搭載改造が行われ、後進でも前進並みの速度が出せるようになった（改造時期不明）。戦後製新車に互して廃線直前まで用いられた。
廃線後根室市立珸瑶瑁小学校で遊具として使われた。1975年頃の写真ではボンネットや運転台が取り外され、客室部分の廃車体のみが残存している。その後朽ち果てたため解体され現存しない。

#### 「かもめ号」
車輛番号キハ2。1949年田井自動車工業製。4輪単車で日産A型6気筒エンジン搭載。「銀龍号」の姉妹車であるが、こちらは当初からキャブオーバー型バス状の形態を持った旅客用気動車として製造された。塗色は「ちどり」や「銀龍」の後期と同様の、淡青色に白い細帯に挟まれた赤帯を巻くものだった。
旅客用に側面1か所の外吊り扉を持つほか乗務員扉も備え、コンパクトにまとまった単端式気動車である。根室拓殖の気動車の中ではある意味、一番「まとも」な車両であった。田井自動車工業は、この旅客用気動車の製作にあたり、初めての経験ということから、札幌市の路面電車を参考にして設計を行ったという。外板の一部にはジュラルミンを使用したとされるのは「銀龍」と同じである。当初は燃料事情から木炭ガスによる代燃車仕様で、車体後端に木炭ガス発生炉を搭載する台を突出させていた（この台は後に貨物積載用のデッキに転用されている）。
当初の最終減速部の駆動方式はチェーン駆動だったが、1949年7月に札幌から根室に到着して試運転を行ったところ、チェーン用のスプロケットギアが破損してしまった。このため札幌の田井自動車に返送されて歯車駆動式に改造されている。
ホイールベースや駆動装置などの設計は「銀龍」と類似していたが、こちらは大きなバランス問題などは生じず、ヘッドライトの追加（屋上1灯に加えラジエーターグリル両脇に1灯ずつ）などを除いては全体に製造当初のままで廃線まで用いられた。
廃線後車体がバスの待合室に使われたがその後朽ち果てたため解体され現存しない。

#### 「銀龍号」
車輛番号キ1→キハ3。1949年田井自動車工業製の単端式気動車。4輪単車で日産180型トラック用「A型」6気筒エンジン搭載。
応急改造の末に到達した奇妙な姿と「銀龍」という勇ましい愛称とのミスマッチによって、後世の鉄道ファンにも感銘を与え、廃線後の現代に至るまで根室拓殖鉄道の代名詞としてその名を長く語り伝えられる車両である。
田井自動車工業は戦前からの歴史がある札幌市内の特装車架装・バスボディメーカーで、2015年時点でも消防車等の架装メーカーとして現存する。鉄道との関わりは戦時中に木炭ガス発生炉を道内の私鉄・簡易軌道向けに供給したことから始まったと見られる。このため根室拓殖へ納入した車両も自動車色が濃かった。
キ1は、当初は貨物輸送を目的に製造され、キャブオーバー型トラック風の正面2枚窓スタイルで、それなりにまともな形態であった。運転台部分はジュラルミンを使用していたとされ、その銀色のボディから「銀龍」と命名されたという。また運転台と客室の窓下には白い細帯に挟まれた赤い帯を巻いていた。当初は燃料事情の悪さのため木炭ガスによる代燃車仕様で、運転台直後にはガス発生炉が搭載されていた。
荷台は一般のトラックと類似した構造で、荷台全長は4,000 mmと4トン積み以上のトラック並みのサイズがあったが、なぜか書類上の最大積載量は0.5トンで、サイズからはとても考えられないような軽荷重であった。実際の運用実態はつまびらかでないが、貨車を牽引することもあった。
1949年10月から就役したが、運転してみると、前後の重量バランスが悪かったために脱線を頻発させた。このため、入線から程なく改造工事が施された。内容は、運転台前方にシャーシを延長してボンネットを設置、重いエンジンを前方に移動させて重量バランスを改善するというもので、これによって脱線頻発は収まったが、にわか造りのボンネットに、これも間に合わせのような荒い格子状フロントグリルを組み合わせたことで、ひどく不格好なスタイルになってしまった。
しかし国鉄根室駅と自社駅が離れているという条件の悪さから貨物輸送ではトラックに対抗できず、「銀龍」は1953年に至って、荷台を自社で客室に改造して旅客車化する工事が行われ、キハ3と改称された。この木造切妻構造・側面両側に1か所ずつの折り戸のあるバラック風な「客室」は近所の大工に依頼して作ってもらった代物で、運転台スペースとは完全に分離されていた（運転台側の後窓と客室側の前窓が互いに接しており、客室と運転室の応答は可能だった模様）。客室は元々の運転台より屋根及び窓と帯の位置が一段高く、後部には「かもめ」の物より小さな貨物用デッキを備えており、デザインを統一するという発想は全く窺えない。さらにこの木造客室の側面は、正面から見て右側は運転室と同一平面（ツライチ）であるが、左側は客室が若干突出していた。
こうして「銀龍号」は、「継ぎ足しの不格好なボンネット+リベット組立金属板張りの運転台+木造の粗末な客室」という、他例に乏しい奇妙な外観を呈した気動車となった。期せずして、アメリカ合衆国のローカル鉄道が第二次世界大戦前に自家製造した変形単端式気動車「ギャロッピンググース」を押し縮めたような風体になったことから、後年の鉄道ファンの間では銀龍号を「和製グース」と呼ぶ者もある。
後期には、屋上1灯だったヘッドライトをボンネット前端上の3灯配置（中央のライトは左右のライトより小さい）に変更し、塗色も淡青色に塗り替えられた。これでさらに動物的な正面形状となり、珍車ぶりをますます際だたせることになった。1959年の廃線まで運用された。

#### 気動車の車輛番号について
根室拓殖鉄道の気動車の車輛番号については史料・文献ごとに記述が相違する部分があり正確なところが不明な部分がある。車輛番号を車体に表記する習慣もなかったようで残された写真からも車輛番号の確認は出来ない。
「かもめ号」についてはどの文献もキハ2としている。
「銀龍号」についてはキハ3として竣工した後キ1（更にキハ3）に改番したとする文献（『鉄道ファン』428号）もある。
車歴の長い「ちどり号」が一番不明部分が多い。竣工時の番号がジ6なのかジ3なのか不明。戦後の改番時の番号もキハ1なのかジ1なのか不明。更に戦後の一時期の車輛番号をG3とする記述が複数の文献に見られる。
青木栄一が1954年8月に本鉄道根室車庫を訪れた際の聞き取りと書類・現車確認では、「ちどり号」「かもめ号」「銀龍号」の順に従来竣工図ではジ1、キハ2、キハ3となっていたというが、「最近改番した」とのことで当時の現車表記はG3、キハ2、キ1になっており、運輸省にもその通り届け出されたという（「根室拓殖鉄道」鉄道ピクトリアルNo.61（1956年8月））。

### 蒸気機関車
（本節は『軽便鉄道』（p.54）と『鉄道ファン』1996年12月号（p.85, p.86）を参考文献とする）

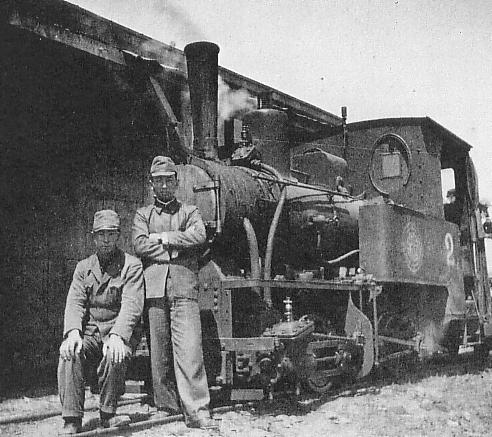
根室拓殖軌道の蒸気機関車。クラウス製の2号機

- 1：雨宮製作所製（製造番号229）、6 t、B形サイドタンク、1919年（大正8年）製造。旧日本製鉄釜石19?。
- 2：クラウス製（製造番号4086）、8 t、B形サイドタンク（竣工図ではポーター製となっている）、1900年製造。旧上野鉄道6。
- 5（初代）：メーカー不明、10 t
- 5（2代）：W・G・バグナル製（製造番号1656）、9 t、C形サイドタンク、1894年製造。旧日本製鉄釜石C91。
- 6：バークレー製、9 t、C形サイドタンク、1911年製造。旧日本製鉄釜石C92。

3号機と4号機は存在しなかったらしい。蒸気機関車は1951年（昭和26年）頃使用停止となり、解体処分。廃車届は1952年（昭和27年）8月9日付け。1号機は1945年（昭和20年）頃に売却された。

### 客車
（本節は『軽便鉄道』（p.54）と『鉄道ファン』1996年12月号（p.86）、澤内・星『北海道の私鉄車両』を参考文献とする）
- ハブホ1、ハブホ2：1923年（大正12年）雨宮製作所製。ボギー車、オープンデッキ、車体長 7m、定員 40人、ガソリンカーの増備により1951年（昭和26年）に廃車。形態からは公式の製造年より古いものと推定され、出自は細部寸法が完全一致する1923年に改軌した遠州電気鉄道の車両と考えられる[22]。

### 貨車
1934年開業時に用意したボギー無蓋貨車5両のうち4両を解体して、その廃材より二軸無蓋貨車ト11-18を製作。同年に自社で二軸無蓋貨車ト1-6を製作する。また1932年（昭和7年）ジ3と同時購入した日本車輌製の二軸無蓋貨車コ1があった。
- 無蓋車（2軸）：当鉄道では気動車に無蓋車を牽引させて乗客と荷物を輸送しており、雨の日は小さな窓がついた幌をはって対処していた。この無蓋車には番号がなかった[23]。
- ボギー車：当初は「チキ」という記号をもっていたらしい[24]。

### 車両数の推移
| 年度      | 機関車 | 内燃動車 | 客車 | 貨車 | 貨車 |
| 年度      | 機関車 | 内燃動車 | 客車 | 有蓋 | 無蓋 |
| --------- | ------ | -------- | ---- | ---- | ---- |
| 1929-1931 | 2      |          | 2    | 2    | 5    |
| 1932-1934 | 2      | 1        | 2    | 2    | 6    |
| 1935      | 2      | 1        | 2    | 2    | 11   |
| 1936      | 2      | 1        | 2    | 2    | 12   |
| 1937      | 2      | 1        | 2    | 2    | 16   |
| 1947      | 4      | 1        | 2    | 1    | 1    |
| 1949      | 4      | 2        | 2    | 0    | 1    |
| 1952      | 0      | 3        | 0    |      | 9    |
| 1954      |        | 3        |      |      | 7    |
| 1958      |        | 3        |      |      | 7    |

- 鉄道統計資料、鉄道統計各年度版、高井薫平『軽便追想』ネコパブリッシング、1997年、212頁

## その他

### エピソード
（本節は『鉄道ファン』1975年5月号（p.65）を参考文献とする）
- 廃止前、バスが走る予定の道路のことを地元の人は「ソロバン道路」と言った。未舗装でソロバン珠のように路面が凸凹していたため。
- 蒸気機関車時代は煤煙と速度が遅いので、歯舞へ行くのを皆がいやがったが、それ以外に交通機関がなく、ノサップは陸の孤島であったらしい。
- 機関士が国鉄のラッセル車を見て、ラッセル車を作って走らせた。

### 廃線跡

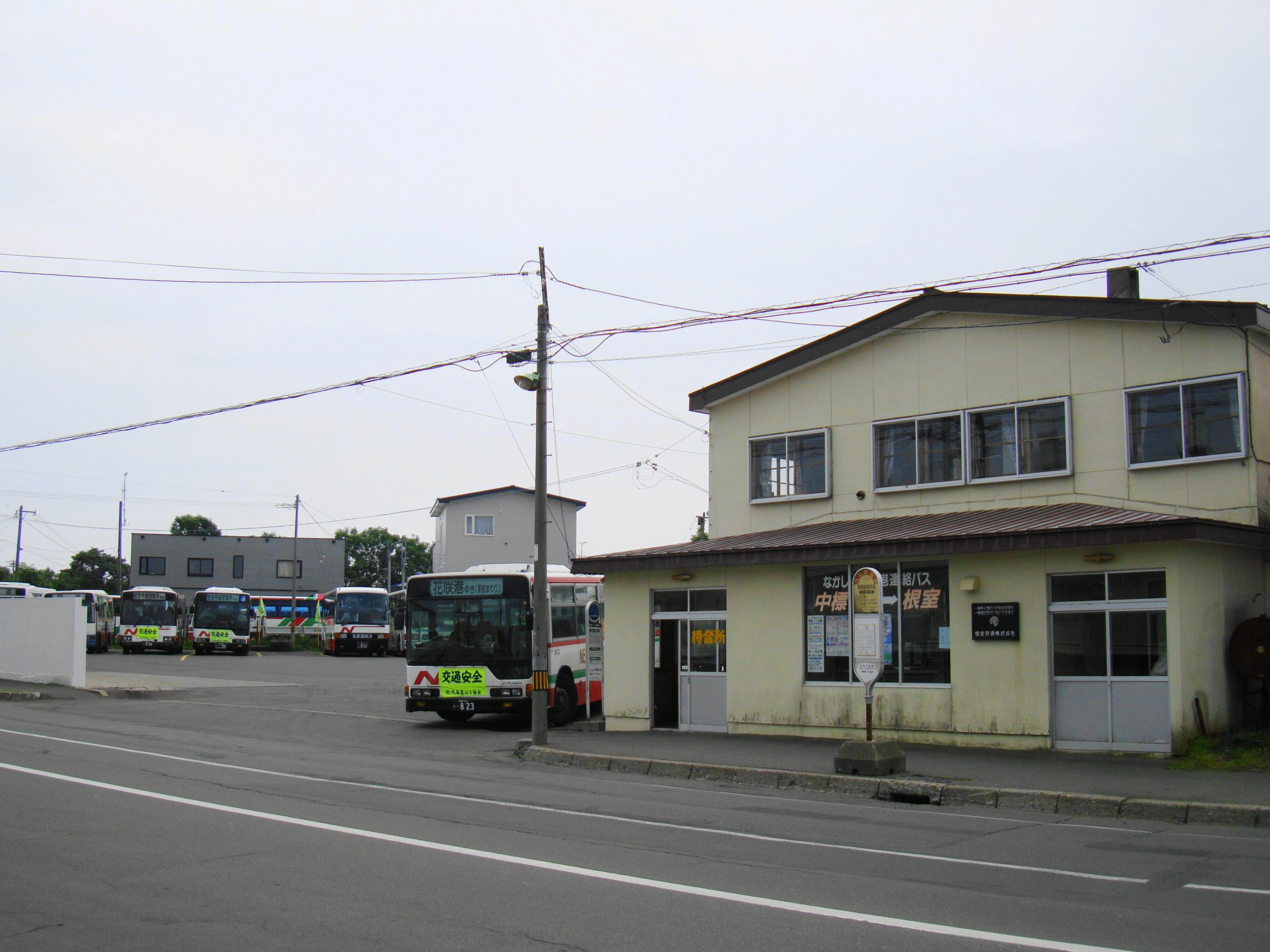
根室駅跡（根室交通有磯営業所・2010年8月）

（本節は『鉄道ファン』1997年1月号（p.86-89）を参考文献とする）
- 根室駅：根室交通有磯営業所になっている（1995年頃時点）。
- 橋台（根室 - 友知間）：風化して崩壊し、残骸が残る（1995年10月時点）。
- 橋（根室 - 友知間、端谷川）：残存（1996年1月時点）。
- 友知駅：駅本屋跡のコンクリートが残存（1996年5月時点）。
- 築堤（友知 - 沖根婦間）：残存（1996年3月時点）。
- 築堤（沖根婦 - 沖根部（仮）間）：残存（1996年1月時点）。
- 築堤（沖根部（仮） - 引臼（仮）間）：残存（1996年3月時点）。
- 川にかかるコンクリート（婦羅理 - 歯舞間）：残存（1995年10月時点）。
- 歯舞駅：歯舞診療所になっている（1996年1月時点）。

## 関連文献
書籍
- 交通協力会出版部 編集 編『交通年鑑』 昭和22-45年版、交通協力会。

雑誌
- 青木栄一「根室拓殖鉄道」『鉄道ピクトリアル』1956年8月号。